# Prawo Curie
Prawo Curie – podaje zależność molowej podatności magnetycznej substancji o właściwościach paramagnetycznych od temperatury:
{\displaystyle \chi _{\mathrm {m} }={\frac {C}{T}}}
gdzie:
{\displaystyle C}  – stała zależna od rodzaju substancji (stała Curie),
{\displaystyle T}  – temperatura bezwzględna.
Powyższa zależność ma charakter empiryczny. Została odkryta przez Pierre’a Curie (męża Marii Skłodowskiej-Curie) w 1895 roku.